# حمل ألوستاتيكي
الحمل الألوستاتيكي أو الحِمل التفسدي هو «تخرب الجسد وتأذيه» الذي يتراكم عند تعرض الفرد للإجهاد المتكرر أو المزمن. وضع المصطلح من قبل بروس ماكيوين وستيلر في 1993. ويعبر عن العواقب الفسيولوجية الناتجة عن التعرض المزمن لاستجابة عصبية أو عصبية صمية متقلبة أو مرتفعة بسبب الإجهاد المزمن المتكرر أو المطول.

## النموذج التنظيمي
مصطلح الحمل الألوستاتيكي هو «تأذي الجسد» الذي يتراكم مع تعرض الفرد للإجهاد المتكرر أو المزمن. وُضع المصطلح من قبل ماكيوين وستيلر في 1993.
هذا المصطلح هو جزء من النموذج التنظيمي المسمى التنظيم الألوستاتيكي (التنظيم التفسدي)، ويعبر الأخير عن نمط من التنظيم التنبؤي أو استقرار الأحاسيس الداخلية في مواجهة المنبهات التي تصل إلى الدماغ. ينطوي التنظيم الألوستاتيكي على تنظيم الاستتباب في الجسم من خلال تقليل العواقب الفسيولوجية. يشير التنظيم التنبؤي إلى قدرة الدماغ على توقع الاحتياجات والاستعداد لتلبيتها قبل ظهورها.
من طرق التنظيم الفعال الحد من عدم اليقين. لا يحب البشر بطبيعتهم الشعور بأن الأمور المفاجئة أمر لا مفر منه. لهذا السبب، نسعى باستمرار إلى الحد من عدم اليقين بشأن النتائج المستقبلية، ويساعدنا التنظيم الألوستاتيكي على تحقيق ذلك من خلال توقع الاحتياجات والتخطيط لكيفية تلبيتها مبكرًا. لكن الأمر يتطلب قدرًا كبيرًا من طاقة الدماغ، وإذا فشل في حل حالة عدم اليقين، فقد يصبح الوضع مزمنًا ويؤدي إلى تراكم الحمل الألوستاتيكي.
ينص مفهوم الحمل الألوستاتيكي على أن «الاستجابات العصبية الصمية والقلبية الوعائية والطاقية العصبية والعاطفية تصبح منشطة باستمرار فتسرع اضطرابات تدفق الدم في الشريان التاجي والشرايين الدماغية وارتفاع ضغط الدم والتصلب العصيدي والمشاكل المعرفية والمزاج المكتئب من تطور المرض». يشار إلى جميع الآثار طويلة الأمد لاستجابات الإجهاد المنشطة باستمرار بالحمل الألوستاتيكي. يمكن أن يؤدي الحمل الألوستاتيكي إلى تغيير دائم في بنية الدماغ والفسيولوجيا المرضية الجهازية.
يقلل الحمل الألوستاتيكي من قدرة الكائن الحي على التعامل مع عدم اليقين وتقليله في المستقبل.

## أنواعه
يقترح ماكيوين ووينغفيلد نوعين من الحمل الألوستاتيكي مع سببيات وعواقب مختلفة:
- يحصل النوع 1 من الحمل الألوستاتيكي عندما يتجاوز الطلب على الطاقة العرض، وهو ما يؤدي إلى تنشيط درجة تاريخ الحياة الطارئة. يعمل هذا على توجيه الحيوان بعيدًا عن درجات تاريخ الحياة الطبيعية إلى وضع البقاء الذي يقلل من الحمل الألوستاتيكي ويعيد توازن الطاقة الإيجابي. يمكن استئناف دورة الحياة الطبيعية عند اجتياز الاضطراب. الحالات النموذجية التي تؤدي إلى النوع 1 من الحالة الألوستاتيكية هي التضور جوعًا والسبات الشتوي والأمراض الحرجة. تجدر الإشارة إلى أن العواقب التي تهدد الحياة في حالة الأمراض الحرجة قد تكون سببًا للحمل الألوستاتيكي ونتيجة له.[5][6]
- ينتج النوع 2 من الحمل الألوستاتيكي عن استهلاك الطاقة الكافي أو حتى المفرط المصحوب بصراع اجتماعي أو أنواع أخرى من الخلل الاجتماعي. وهو الحال في المجتمع البشري وبعض الحالات التي تؤثر على الحيوانات في الأَسر. يتأثر إفراز الهرمونات القشرية السكرية ونشاط وسائط الحالة الألوستاتيكية مثل الجهاز العصبي الذاتي والناقلات العصبية في الجهاز العصبي المركزي والسيتوكينات الالتهابية باستمرار بالحمل الألوستاتيكي. إذا كان الحمل الألوستاتيكي مرتفعًا بشكل مزمن فقد تتطور الأمراض. لا يؤدي الحمل الألوستاتيكي الزائد من النوع 2 إلى استجابة الهروب، ولا يمكن مواجهته إلا من خلال التعلم والتغييرات في البنية الاجتماعية.[7]

يرتبط كلا نوعي الحمل الألوستاتيكي بزيادة إطلاق الكورتيزول والكاتيكولامينات، إلا أنهما يؤثران بشكل مختلف على استتباب الغدة الدرقية: تنخفض تركيزات هرمون الغدة الدرقية (ثلاثي يود الثيرونين) في النوع 1 من الحالة الألوستاتيكية، ولكنها ترتفع في النوع 2. ربما ينتج ذلك عن تفاعل النوع 2 من الحمل الألوستاتيكي مع النقطة المحددة لوظيفة الغدة الدرقية.